# أيزاياه إدوارد روبنسون جونيور
أيزاياه إدوارد روبنسون جونيور (بالإنجليزية: Isaiah Edward Robinson, Jr.)‏ هو طيار أمريكي، ولد في 17 فبراير 1924، وتوفي في 14 أبريل 2011.